# Budiš (tvrz)
Budiš (též Rundel nebo Rondell) je zaniklá tvrz asi 1,2 km jihozápadně od Podbořanského Rohozce v okrese Louny. Leží na úpatí Doupovských hor v prameništi Doláneckého potoka v nadmořské výšce 535 metrů. Tvrziště je od roku 1964 chráněno jako kulturní památka.

## Historie
Nezachovaly se žádné písemné prameny, které by se vztahovaly ke tvrzi samotné. Pouze v letech 1424–1454 patřily platy v Budiši a Budišském háji ke hradu Křečov. V 19. století byly na tvrzišti nalezeny podkovy, halapartny a mince z doby vlády Jana Lucemburského a Karla IV.

## Stavební podoba
Tvrz byla pravděpodobně tvořena pouze věží, která stála na ostrůvku o průměru 18–20 metrů. Střed tvrziště obklopuje vodní příkop široký okolo sedmi metrů. Zdivo bylo rozebráno ve druhé polovině 19. století.

## Přístup aokolí
Tvrziště je volně přístupné cestou z Podbořanského Rohozce k hájovně Střelnice. V místě, kde cesta překonává Dolánecký potok, je nutno odbočit doprava a asi půl kilometru pokračovat proti proudu potoka. Asi 250 metrů jihozápadně od tvrziště roste památný strom Rohozecký dub.

## Galerie

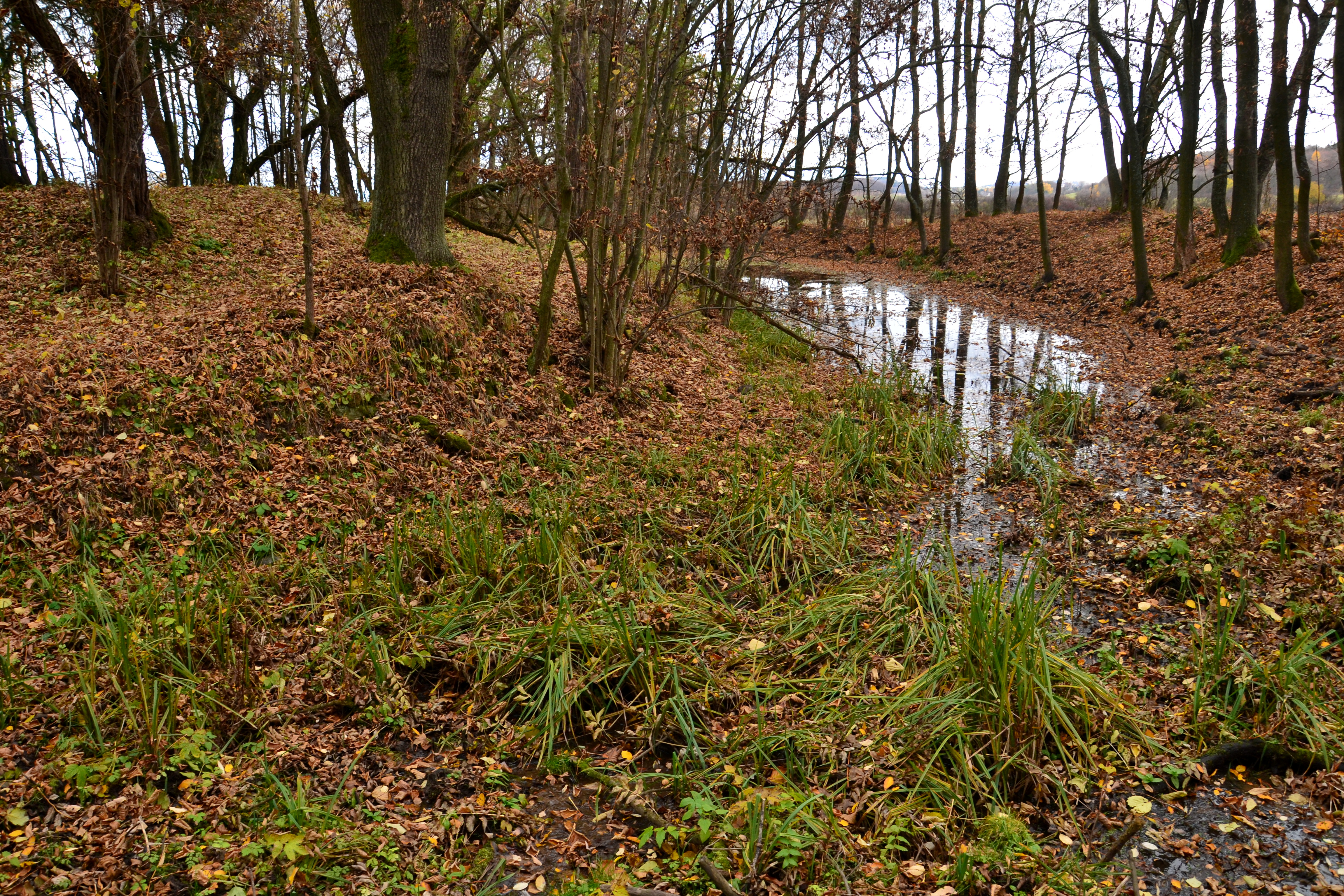
Příkop na jižní straně
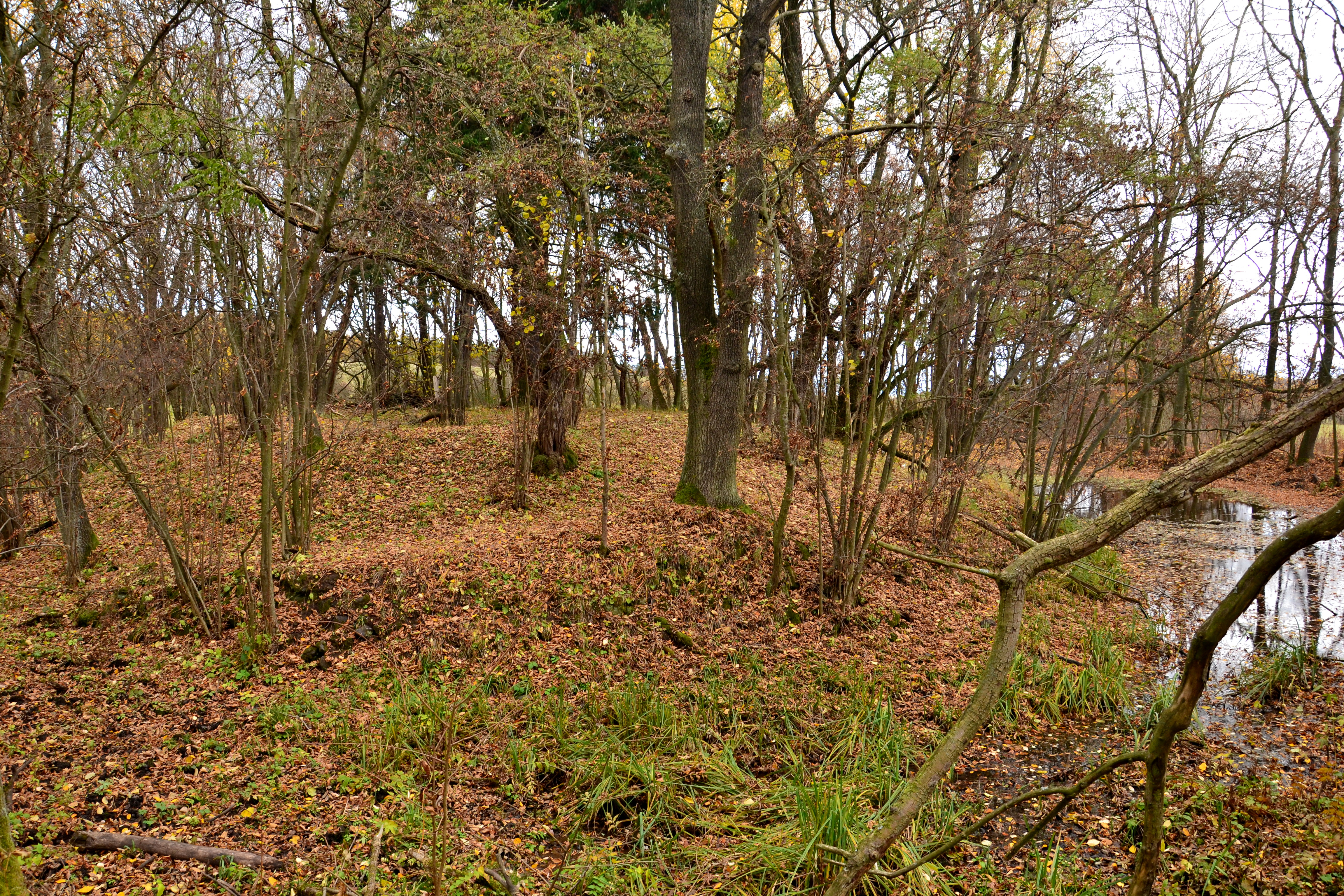
Pohled od jihozápadu
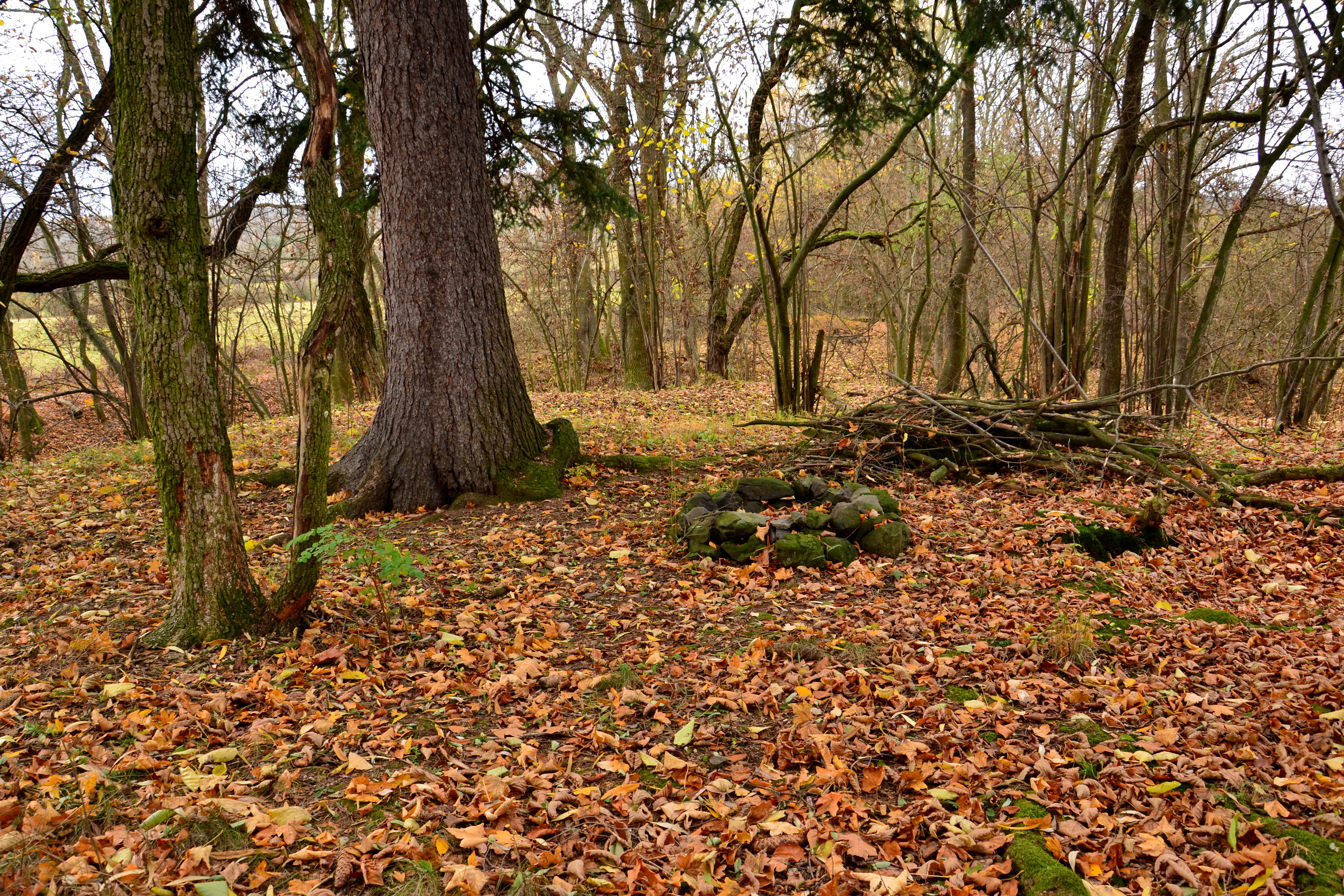
Prostor centrálního pahorku